# 江子四
江 子四（こう しし、生年不詳 - 548年）は、南朝梁の官僚・軍人。本貫は済陽郡考城県。

## 経歴
奉朝請の江法成の子として生まれた。諸官を歴任して尚書金部郎となった。大同初年、尚書右丞に転じた。封事を上奏して、政治の得失について遠慮なく発言し、武帝に賞賛された。あるとき沈炯と顧璵の上奏が間違っているとして、武帝が叱責したことがあったが、子四は前に進み出て沈炯らに代わって回答した。その口調が激しく厳しいものであったため、武帝は怒って衛兵を呼び、かれを捕縛しようとした。しかし子四は地に転がって抵抗し、縄目を受けようとしなかった。武帝は怒りを静めてその場では許したものの、後に罪に問い免職した。
太清2年（548年）、侯景が反乱を起こし、建康の包囲を図ると、子四の兄の江子一が反乱軍の包囲が完成しないうちに出撃するように皇太子蕭綱に求めた。子四は兄の江子一や弟の江子五とともに100人あまりを率い、承明門を開いて反乱軍に挑んだ。兵士たちの先頭に立って突進し、反乱軍の挟み撃ちに遭い、兄弟とともに相次いで戦死した。
侯景の乱が平定されると、元帝により黄門侍郎の位を追贈された。諡は毅子といった。

## 伝記資料
- 『梁書』巻43 列伝第37
- 『南史』巻64 列伝第54